# Guerra ai ladri
Guerra ai ladri (The Midnight Patrol), noto anche con il titolo La ronda di mezzanotte,  è un cortometraggio del 1933 con Stanlio e Ollio, diretto dal regista Lloyd French.

## Trama
Stanlio e Ollio sono due poliziotti imbranati, zimbelli degli stessi malviventi. Un giorno si lasciano stupidamente scappare uno scassinatore perché anziché ammanettarlo come si fa di solito, gli fissano l'appuntamento per presentarsi da solo agli arresti. Il ladro addirittura tenta di rubare la loro volante chiedendo ai due di dare una spinta alla macchina per farla partire. I due riescono a tirarlo fuori dalla volante e lo mandano via, ma già lui ha rubato loro le gomme. Ricevono quindi una chiamata dalla stazione di polizia avvisati di un'intrusione in casa del capo della polizia, e finiscono per arrestare e portare in questura lo stesso commissario.

## Citazioni
- Acqua calda, montaggio del 1935 includente anche i corti Precipitati in un buco e Questione d'onore.
- Ronda di mezzanotte, montaggio del 1952 includente anche Buone vacanze, Annuncio matrimoniale e Lavori in corso.